# Visão (budismo)
Visão ou posição (páli diṭṭhi, sânscrito dṛṣṭi ) é uma ideia central no budismo. No pensamento budista, uma visão não é uma coleção simples e abstrata de proposições, mas uma interpretação carregada da experiência que molda e afeta intensamente o pensamento, a sensação e a ação. Ter a atitude mental adequada em relação às visões é, portanto, considerado parte integrante do caminho budista, pois algumas vezes as visões corretas precisam ser colocadas em prática e as visões incorretas abandonadas, e às vezes todas as visões são vistas como obstáculos à iluminação.
Guatama Buda diz sobre o Nobre Caminho Óctuplo no Dhammacakkappavattana Sutta:
"E qual é o caminho do meio realizado pelo Tathagata que — produzindo visão, produzindo conhecimento — leva à calma, ao conhecimento direto, ao autodespertar, ao Desprendimento? ... Ora, bhikkhus, esta é a nobre verdade do caminho que conduz à cessação do sofrimento: é este nobre caminho óctuplo; isto é, visão correta, intenção correta, fala correta, ação correta, modo de vida correto, esforço correto, atenção plena correta, concentração correta ... Esse é o caminho do meio realizado pelo Tathagata que — produzindo visão, produzindo conhecimento — leva à calma, ao conhecimento direto, ao autodespertar, ao Desprendimento."

## Posições

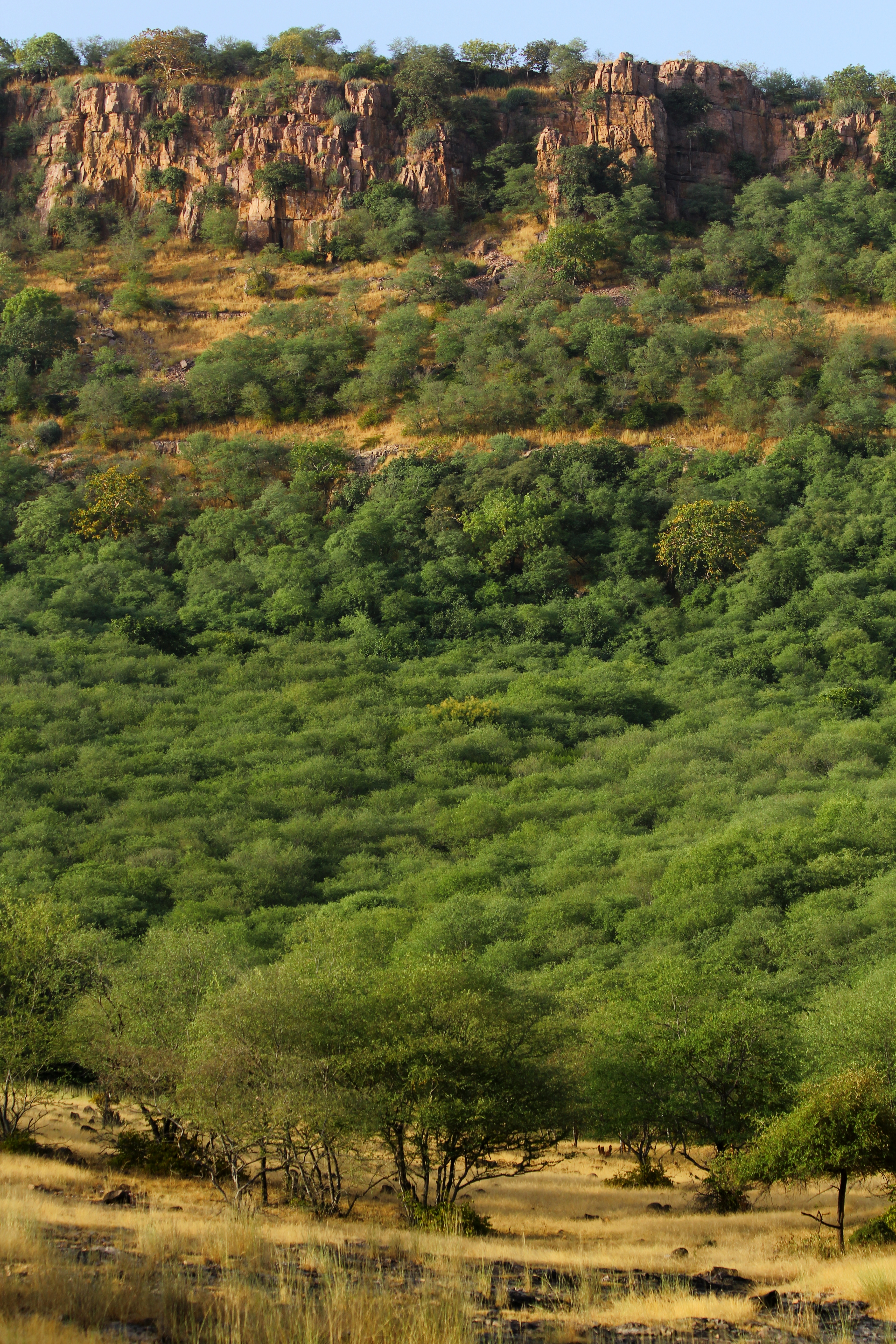
Ao descrever a paisagem intelectual altamente diversificada de seus dias, o Buda teria se referido à "disputa de pontos de vista, a selva de pontos de vista".

As visões produzem e, por sua vez, são produzidas por condicionamento mental. São sintomas de condicionamento, em vez de alternativas neutras que os indivíduos possam escolher desapaixonadamente. Diz-se que o Buda, segundo os primeiros textos, tendo atingido o estado da mente incondicionada, "passou além da escravidão, do laço, da ganância, da obsessão, da aceitação, do apego e da luxúria da visão".
Aqueles que desejam experimentar o nirvana devem se libertar de tudo que os prende mundanamente, incluindo doutrinas filosóficas e religiosas. A visão correta como a primeira parte do Nobre Caminho Óctuplo conduz, em última análise, não somente à sustentação de visões corretas, mas a uma forma desapegada de cognição.

## Compreendendo carma
O termo "visão correta" (samyak-dṛuṣṭi / sammā-diṭṭhi ) ou "entendimento correto" é basicamente sobre ter uma atitude correta em relação aos deveres sociais e religiosos. Isso é explicado da perspectiva do sistema de karma e do ciclo de renascimento. Utilizado em um contexto ético, isso implica que nossas ações têm consequências, que a morte não é o fim, que nossas ações e crenças também têm consequências após a morte e que o Buda seguiu e ensinou um caminho bem-sucedido a partir deste mundo e do outro mundo (céu e submundo ou inferno). Originária das preocupações bramânicas pré-budistas com rituais de sacrifício e ascetismo, nos textos iniciais o Buda muda a ênfase para uma perspectiva cármica, que inclui toda a vida religiosa. O Buda descreve ainda tal visão correta como benéfica, porque, sejam essas visões verdadeiras ou não, as pessoas que agem com base nelas (isto é, conduzindo uma vida boa) serão louvadas pelos sábios. Elas também agirão de maneira correta. Se as visões acabarem não sendo verdadeiras e houver um próximo mundo após a morte, essas pessoas experimentarão o bom karma daquilo que fizeram quando ainda estavam vivos. Isso não quer dizer que o Buda seja descrito como estando incerto sobre a visão correta: ele, assim como outros mestres espirituais realizados, são retratados como tendo "visto" essas visões por si mesmos como realidade. Embora os devotos ainda não consigam ver essas verdades por si mesmos, espera-se que eles desenvolvam uma "pró-atitude" em relação a elas. A visão moral correta não é apenas considerada para ser adotada subitamente, no entanto. Em vez disso, o praticante se esforça para viver seguindo a visão correta, tal prática refletirá no praticante e, eventualmente, levará a uma compreensão mais profunda e à sabedoria sobre a realidade.
Segundo o indologista Tilmann Vetter, a visão correta passou a incluir explicitamente carma e renascimento e a importância das Quatro Nobres Verdades, quando o "insight" se tornou central na soteriologia budista. Esta apresentação da visão correta ainda desempenha um papel essencial no budismo teravada.

## Compreendendo a doutrina
Um segundo significado da visão correta é um entendimento inicial dos pontos de doutrina, tal como as Quatro Nobres Verdades, não-self e originação dependente, combinado com a intenção de aceitar esses ensinamentos e aplicá-los a si mesmo. Em terceiro lugar, também é distinguida uma visão correta "supramundana", que se refere a um entendimento mais refinado e intuitivo produzido pela prática meditativa. Assim, é descrito um caminho gradual de autodesenvolvimento, no qual o significado da visão correta se desenvolve gradualmente. No começo, a visão correta só pode levar a um bom renascimento, mas, no nível mais alto, a visão correta pode ajudar o praticante a alcançar a libertação no ciclo da existência.
O acadêmico de Estudos Budistas Paul Fuller acredita que, embora existam diferenças entre os diferentes níveis de visão correta, todos os níveis visam ao desapego. A sabedoria da visão correta no nível moral leva a ver o mundo de forma emocionalmente equilibrada, sem ganância, ódio e ilusão.
O mal-entendido de tomar os objetos como sendo essenciais ao si mesmo não é apenas visto como uma forma de visão errada, mas também como uma manifestação do desejo, exigindo uma mudança de caráter.

## Sem visões
O Buda dos primeiros discursos geralmente se refere ao efeito negativo do apego a visões especulativas ou fixas, opiniões dogmáticas ou mesmo visões corretas, se não forem confirmadas como verdadeiras por verificação pessoal. Ao descrever a paisagem intelectual altamente diversificada de sua época, ele teria se referido à "disputa de pontos de vista, a selva de pontos de vista". Ele assumiu uma atitude antipática em relação ao pensamento especulativo e religioso em geral. Em um conjunto de poemas no texto inicial Sutta Nipata, o Buda afirma que ele próprio não tem ponto de vista. Segundo Steven Collins, esses poemas destilam o estilo de ensino que se preocupa menos com o conteúdo de visões e teorias do que com os estados psicológicos daqueles que os possuem.  

## Análogos
No Evangelho de Mateus 6:22 e de Lucas 11:34, Jesus afirma sobre a visão de forma semelhante ao budismo: "São os olhos a lâmpada do corpo. Se os teus olhos forem bons, todo o teu corpo será luminoso; se, porém, os teus olhos forem maus, todo o teu corpo estará em trevas."
A analogia do olhar também é bem presente em Platão, que afirma em seu A República: “A verdadeira analogia para esse poder interno na alma e o instrumento pelo qual cada um de nós apreende é de um olho, que não poderia ser convertido das trevas à luz, exceto virando-se o corpo inteiro. Mesmo assim, esse órgão do conhecimento deve se virar do mundo do devir junto com a alma inteira, como o periacto que muda de cena no teatro, até que a alma seja capaz de suportar a contemplação da essência e a região mais brilhante do ser. E essa, dizemos, é o Bem... “Disto então ... deve haver uma arte, uma arte da mudança ou conversão mais rápida e eficaz da alma, não uma arte de produzir visão nela, mas supondo que ela possui visão, mas que não a direciona corretamente e não olha para onde deveria, uma arte de trazê-la à tona." Giordano Bruno, seguindo a linha do platonismo, afirma: "Como você entende que a mente aspire a se elevar? Por exemplo, seria voltando-se para as estrelas, para o empíreo ou para o céu cristalino? Certamente não, mas procedendo às profundezas da mente; e para conseguir isso, não é necessário olhar de olhos arregalados para o céu, levantar as mãos, direcionar os passos em direção ao templo, cansando os ouvidos das estátuas com os sons que fazemos; mas é necessário descer mais intimamente dentro do eu e considerar que Deus está próximo".
A filósofa Iris Murdoch argumenta em A Soberania do Bem a importância de se ter uma visão direcionada ao que é bom, defendendo a Ideia do Bem em Platão e com influências psicanalíticas e budistas: "A virtude é um bom hábito e uma ação útil. Mas a condição de base de tal hábito e tal ação, nos seres humanos, é um modo de visão justo e uma boa qualidade de consciência. É uma tarefa vir a ver o mundo como ele é. ... Agimos corretamente 'quando chegar a hora', não por força de vontade, mas pela qualidade de nossos apegos e com o tipo de energia e discernimento que temos disponível."